# Et facere et pati fortia romanum est

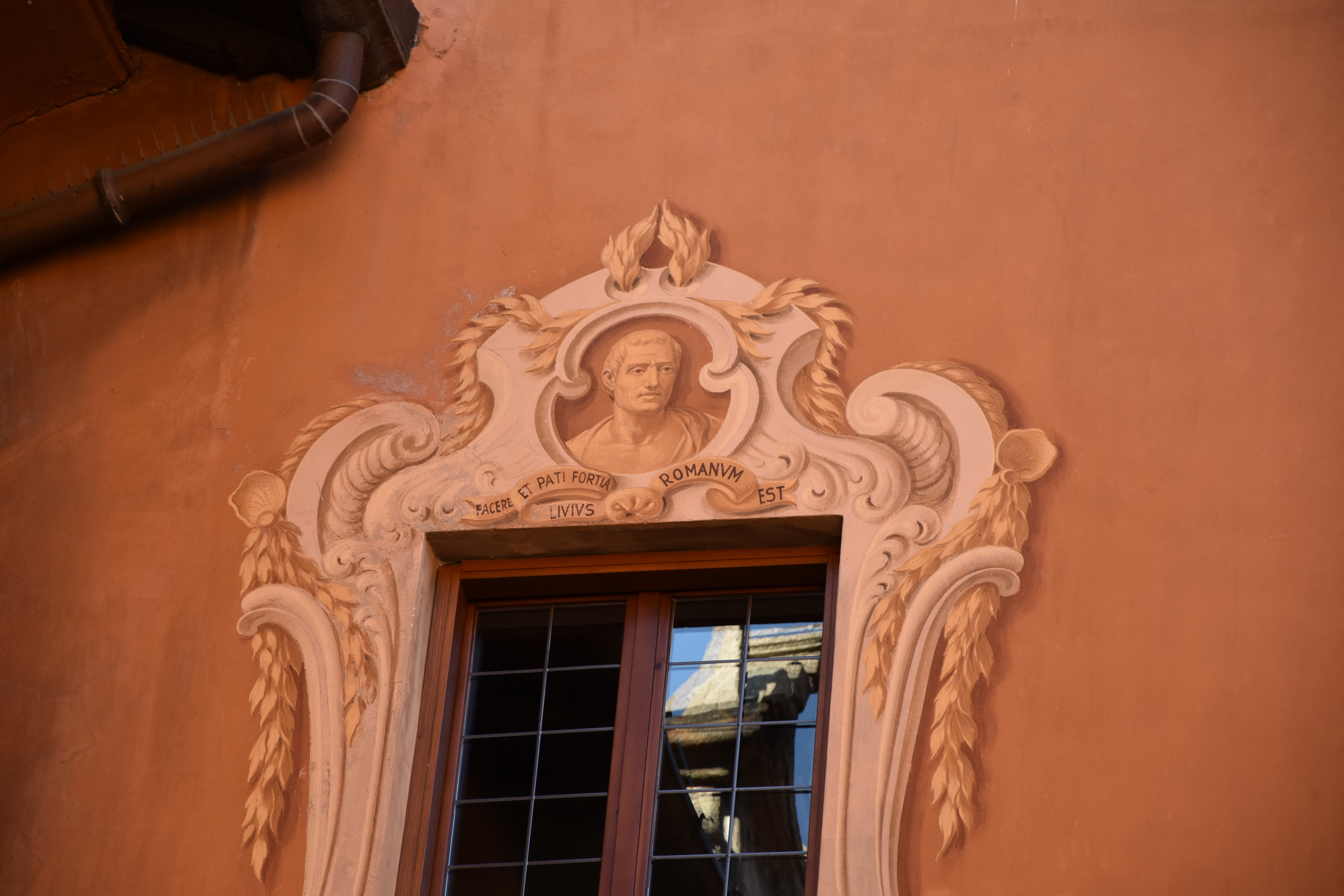
Ritratto di Tito Livio con la locuzione in un cortile del Collegio Gallio di Como

La locuzione latina et facere et pati fortia Romanum est, tradotta letteralmente, significa è da Romano compiere atti eroici e sopportare grandi prove. (Livio, Ab Urbe condita libri,2, 12, 9)
Espressione che riassume tutta la grandezza della virtù romana.